# Periclimen (fill de Posidó)
Segons la mitologia grega, Periclimen (en grec antic Περικλύμενος), va ser un heroi, fill de Posidó i de Cloris, la filla de Tirèsias.
Defensor de Tebes durant l'assalt dels set Cabdills, s'enfrontà amb Partenopeu i el matà, tot llançant un bloc de pedra des de dalt de la muralla. Després, durant la persecució de l'enemic en fuga, anà contra Amfiarau, però Zeus va fer desaparèixer aquest darrer junt amb el seu carro, engolit per la terra que el déu va obrir amb un llamp, abans que ningú l'encalcés.